# Олешна
Олешна (пол. Oleszna) — село в Польщі, у гміні Лаґевники Дзержоньовського повіту Нижньосілезького воєводства.
Населення — 917 осіб (2011).
У 1975-1998 роках село належало до Вроцлавського воєводства.

## Демографія
Демографічна структура станом на 31 березня 2011 року:
|          | Загалом | Допрацездатний вік | Працездатний вік | Постпрацездатний вік |
| -------- | ------- | ------------------ | ---------------- | -------------------- |
| Чоловіки | 447     | 105                | 304              | 38                   |
| Жінки    | 470     | 86                 | 291              | 93                   |
| Разом    | 917     | 191                | 595              | 131                  |